# NGC 4436
NGC 4436 هي مجرة إهليلجية قزمة تبعد حوالي 60 مليون سنة ضوئية تقع في كوكبة العذراء. تم اكتشافها من قبل عالم الفلك ويليام هيرشل في 17 أبريل 1784. وهي عضو في مجموعة عنقود العذراء المجري.

## التفاعل مع NGC 4431
يخضع NGC 4436 لتفاعل المد مع المجرة الإهليلجية القزمة القريبة المعروفة باسم NGC 4431. ويفصل بين المجرتان حوالي 58,680 سنة ضوئية (18 فرسخ فلكي).

## وصلات خارجية
- NGC 4436 على موقع ويكي سكاي: DSS2, SDSS, GALEX, IRAS, Hydrogen α, X-Ray, Astrophoto, Sky Map, Articles and images